# Campionatul European de Volei Masculin din 1948
Campionatul European de Volei Masculin din 1948 a fost prima ediție a Campionatului European de Volei organizată de CEV. A fost găzduită de Roma, Italia din 24 septembrie până în 26 septembrie 1948.

## Echipe participante
| - Belgia - Cehoslovacia - Franța - Italia - Țările de Jos - Portugalia |

## Competiția
| Echipa        | P  | M | V | Î | SC | SP | Ratio | PP  | PÎ  | Ratio |
| ------------- | -- | - | - | - | -- | -- | ----- | --- | --- | ----- |
| Cehoslovacia  | 10 | 5 | 5 | 0 | 15 | 0  | MAX   | 225 | 72  | 3,125 |
| Franța        | 9  | 5 | 4 | 1 | 12 | 3  | 4,000 | 230 | 199 | 1,156 |
| Italia        | 8  | 5 | 3 | 2 | 11 | 6  | 1,833 | 208 | 181 | 1,149 |
| Portugalia    | 7  | 5 | 2 | 3 | 7  | 9  | 0,778 | 179 | 172 | 1,041 |
| Belgia        | 6  | 5 | 1 | 4 | 3  | 13 | 0,231 | 125 | 220 | 0,568 |
| Țările de Jos | 5  | 5 | 0 | 5 | 1  | 15 | 0,067 | 109 | 232 | 0,470 |

## Clasamentul final
| Loc | Echipă        |
| --- | ------------- |
| 1   | Cehoslovacia  |
| 2   | Franța        |
| 3   | Italia        |
| 4.  | Portugalia    |
| 5.  | Belgia        |
| 6.  | Țările de Jos |

| Campionatul European de Volei Masculin din 1948 Cehoslovacia Primul titlu |